# Quejigares de Barriopedro y Brihuega
Quejigares de Barriopedro y Brihuega este o arie protejată (arie specială de conservare — SAC, sit de importanță comunitară — SCI) din Spania întinsă pe o suprafață de 4.382,07 ha, integral pe uscat.

## Localizare
Centrul sitului Quejigares de Barriopedro y Brihuega este situat la coordonatele 40°47′08″N 2°47′27″W / 40.7856°N 2.7908°V.

## Înființare
Situl Quejigares de Barriopedro y Brihuega a fost declarat sit de importanță comunitară în decembrie 1997 pentru a proteja 19 specii de animale. Situl a fost protejat și ca arie specială de conservare în mai 2015.

## Biodiversitate
Situată în ecoregiunea mediteraneană, aria protejată conține 7 habitate naturale: Pajiști umede mediteraneene cu ierburi înalte de Molinio-Holoschoenion, Izvoare petrifiante cu formare de travertin (Cratoneurion), Pajiști cu Molinia pe soluri calcaroase, turboase sau argilos-nămoloase (Molinion caeruleae), Păduri iberice de Quercus faginea și Quercus canariensis, Ape puternic oligomezotrofe cu vegetație bentonică cu Chara spp., Galerii de Salix alba și de Populus alba, Păduri de Quercus ilex și Quercus rotundifolia.
La baza desemnării sitului se află mai multe specii protejate:
- păsări (13): uliu porumbar (Accipiter gentilis), pescăruș albastru (Alcedo atthis), stârc cenușiu (Ardea cinerea), Caprimulgus ruficollis, șerpar (Circaetus gallicus), presură de grădină (Emberiza hortulana), Galerida theklae, acvilă pitică (Hieraaetus pennatus), ciocârlie de pădure (Lullula arborea), prigoare (Merops apiaster), sitar de pădure (Scolopax rusticola), turturică (Streptopelia turtur), silvie de tufiș (Sylvia undata)
- mamifere (1): vidră de râu (Lutra lutra)
- nevertebrate (1): Austropotamobius pallipes
- pești (4): Achondrostoma arcasii, Cobitis paludica, Pseudochondrostoma polylepis, Rutilus alburnoides

Pe lângă speciile protejate, pe teritoriul sitului au mai fost identificate 2 specii de plante, 4 specii de păsări, 7 specii de mamifere, 2 specii de pești.